# Foro Sol
A Foro Sol (spanyol nevének jelentése: Napfórum) egy stadion Mexikó fővárosában, amelyet főként koncertek és egyéb tömegrendezvények alkalmával használnak, korábban baseballstadionként is működött. Ma egykori küzdőterén az Autódromo Hermanos Rodríguez autóversenypálya nyomvonala halad át.

## Története
Az 1990-es évek elejétől egyre több nagyszabású koncertet tartottak Mexikóvárosban, ám az akkori legnagyobb befogadóképességű helyszínek, a Sportpalota és az Auditorio Nacional sem voltak elegendőek arra, hogy Madonna 1993-as tervezett fellépésére elegendő embernek biztosítsanak helyet. Ezért építettek fel négy, eredetileg ideiglenesnek szánt lelátót az Autódromo Hermanos Rodríguez versenypálya nyugati részén, ahol ezután nem csak Madonna, hanem a Pink Floyd, a Rolling Stones és Paul McCartney is fellépett, akkora sikerrel, hogy a tulajdonos, az OCESA úgy döntött, végleges stadiont épít ki a helyszínen. Így született meg a Foro Sol, amely nevét a Cervecería Cuauhtémoc Moctezuma sörfőzde egyik termékéről, a Sol sörről kapta. A hivatalos avatóünnepségre 1997-ben került sor, amikor többek között David Bowie is fellépett.

Az Autódromo Hermanos Rodríguez új nyomvonala, 14-es és 15-ös számmal jelölve a Foro Sol helye

Később úgy alakították át a Foro Solt, hogy baseballmérkőzéseket is lehessen benne rendezni: a helyszín a Diablos Rojos del México csapat otthonává vált. Az utolsó baseballmérkőzést 2014 szeptemberében játszották itt, amikor is a házigazda megszerezte 16. bajnoki címét, ezzel a legeredményesebb mexikói csapattá vált.
Amikor 2015-ben újra megrendezték a Formula–1 mexikói nagydíját, az addig a Foro Sol stadiont köríves vonalban megkerülő pályát átvezették a stadion területén, így a Diablos Rojos nem használhatta többé a Foro Solt, hanem át kellett költözniük egy új helyre, az Estadio Fray Nanóba.

## Az épület
A Foro Sol Mexikóváros történelmi belvárosától délkeletre, az Iztacalco kerületben található Magdalena Mixhuca Sportváros területén helyezkedik el, az Autódromo Hermanos Rodríguez autóversenypálya nyugati, Peraltada nevű kanyarjában. A lelátókon 27 500 ember fér el, de ha a köztük található területet is megnyitják, összesen 52 500 embernek jut hely.
A lelátók két L betűt formáznak, amelyek hosszabb szára az északi és déli, rövidebb szára a nyugati oldalon húzódik, de ott nem ér össze, hanem köztük lép be a stadion területére a versenypálya új útvonala, amely a délkeleti sarokban hagyja el azt.

## Képek

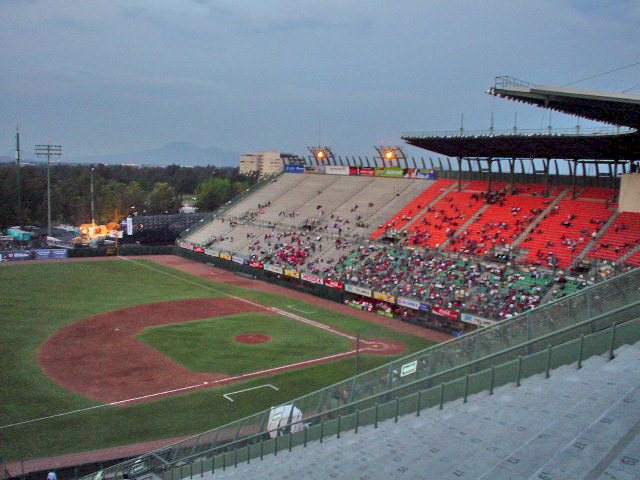
A pálya és a lelátó egy része
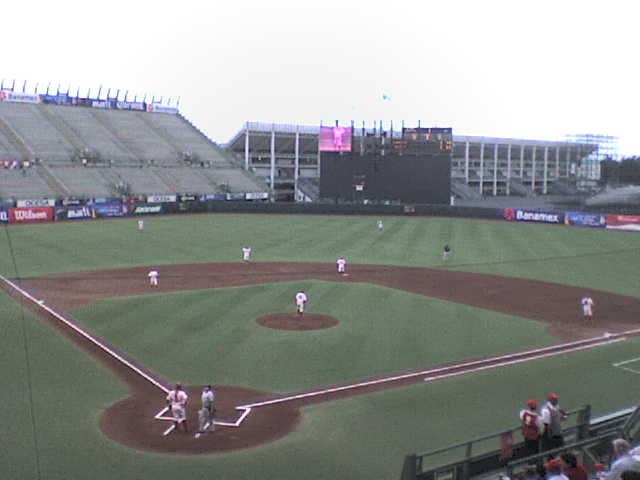
A Diablos Rojos del México mérkőzése a stadionban
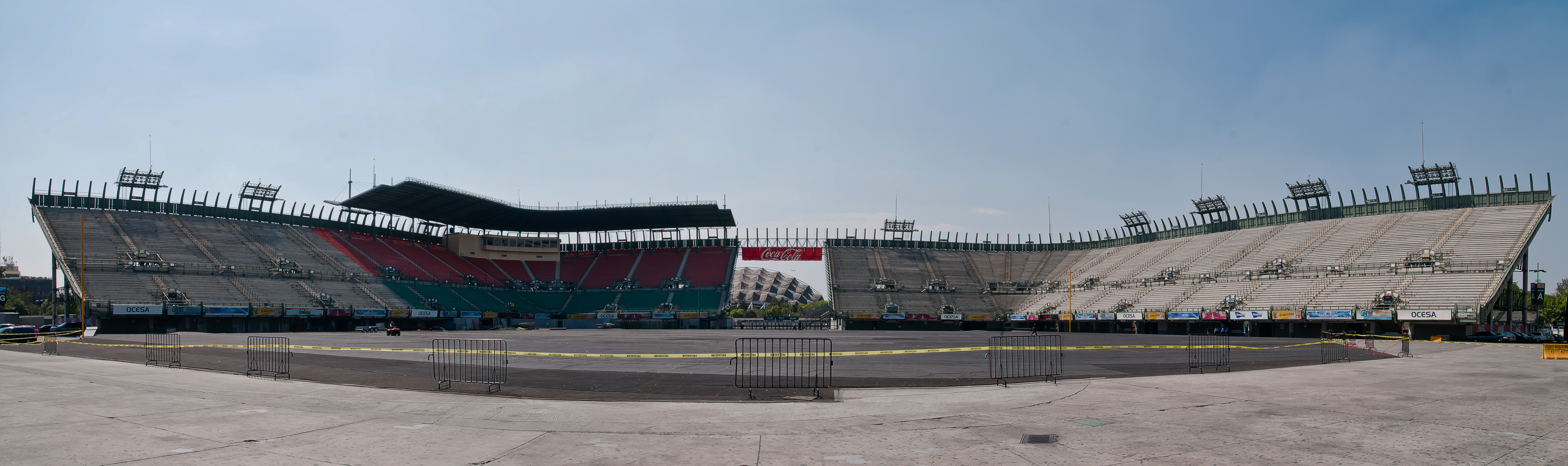
Panorámakép
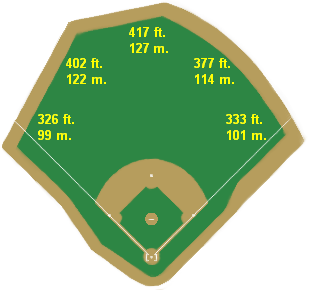
Régi alaprajza